# Hubert Haddad
Hubert Abraham Haddad (Tunisi, 10 marzo 1947) è uno scrittore e storico dell'arte francese di origine tunisina.

## Biografia
Hubert Abraham Haddad è nato a Tunisi il 10 marzo 1947, di un padre ebreo tunisino e madre di origine ebrea algerina, nata Guedj. Dopo aver vissuto a Sfax, Tunisi e Bona, i suoi genitori emigrarono a Parigi nel 1950. Scrittore, Hubert Haddad ha iniziato a pubblicare a fine degli anni sessanta, innanzitutto in riviste. Fonda lui stesso alcune riviste di letteratura, come Le Point d'Être, rivista letteraria, o Le Horla. Rapidamente, investe tutti i generi letterari, a cominciare con la poesia con Le Charnier déductif (Debresse, 1968).
La novella e il romanzo rappresentano la parte maggiore della sua produzione, con da un lato le Nouvelles du jour et de la nuit (due cofanetti di cinque volumi ognuno che riuniscono sessanta novelle) e dall’altra una ventina di romanzi come L’Univers, primo romanzo-dizionario pubblicato nel 1999 da Zulma e ristampato in edizione ampliata nel 2009, o Palestine (prezzo dei cinque continenti della Francofonia 2008 prezzo Renaudot Poche 2009), o Il pittore di ventagli (premio Louis Guilloux 2013, premio Océans France Ô du livre 2014).
Inoltre drammaturgo e storico dell'arte, Hubert Haddad è anche un pittore (mostre a Parigi, Chaumont-en-Champagne, Châlons, Orléans, Marrakech, Voiron) e, occasionalmente, illustratore. Ha pubblicato numerosi saggi, come Saintes-Beuveries (José Corti, 1989), Les Scaphandriers de la rosée (Fayard, 2002), così come un'enciclopedia in due volumi sulla passione letteraria e le tecniche di scrittura: Le Nouveau Magasin d'écriture (2006) et Le Nouveau Magasin d'écriture (2007).
Sotto lo pseudonimo di Hugo Horst, dal 1983 conduce la raccolta di poesie Double Hache alle Edizioni Bernard Dumerchez.
Hubert Haddad è uno degli attori di Nouvelle fiction (con G-O. Châteaureynaud, Frédérick Tristan o Marc Petit).
Pioniere di laboratori di scrittura, ne conduce moltissimi in tutta la Francia a partire dagli anni settanta in tutti gli spazi abitativi, scuole, centri sociali, biblioteche, università, carceri, ospedali, in particolare all'interno del Servizio psicoterapia per bambini e adolescenti dell'ospedale Robert-Debré di Reims, dove ha condotto per molti anni un workshop con Elizabeth Duntze (SLP) e Marie-Odile Hincky (psichiatra infantile) che porta alla realizzazione di un libro Dictionnaire imaginaire.
Membro della giuria dei Cinque Continenti della Francofonia dal 2014, appassionato del Festival Étonnants voyageurs, è molto impegnato nella difesa delle letterature del mondo e la lotta per la pace, i diritti umani e la democrazia.

## Opere (parziale)

### Romanzi e racconti
- Un rêve de glace (Albin Michel, 1974; Éditions Zulma, 2006)
- La Cène (Albin Michel, 1975; Éditions Zulma, 2005; Le Livre de poche, 2010)
- Les Grands Pays muets (Albin Michel, 1978)
- Armelle ou l'éternel retour (Puyraimond, 1979; La Castor astral, 1989)
- Les Derniers Jours d'un homme heureux (Albin Michel, 1980)
- Les Effrois (Albin Michel, 1983)
- La Ville sans miroir (Albin Michel, 1984)
- Perdus dans un profond sommeil (Albin Michel, 1986)
- Le Visiteur aux gants de soie (Albin Michel, 1988)
- Oholiba des songes (La Table Ronde, 1989; Éditions Zulma, 2007)
- L'Âme de Buridan (Éditions Zulma, 1992; Mille et une nuits, 2000)
- Le Chevalier Alouette (Éditions de l'Aube, 1992; Fayard, 2001)
- Meurtre sur l'île des marins fidèles (Éditions Zulma, 1994)
- Le Bleu du temps (Éditions Zulma, 1995)
- La Condition magique (Éditions Zulma, 1997, reédition Éditions Zulma, coll. Z/a, 2014)
- L'Univers, roman dictionnaire (Éditions Zulma, 1999 et 2009; Pocket, 2003)
- La Vitesse de la lumière (Fayard, 2001)
- Le Ventriloque amoureux (Éditions Zulma, 2003)
- La Double conversion d'Al-Mostancir (Fayard, 2003)
- La culture de l'hystérie n'est pas une spécialité horticole (Fayard, 2004)
- Le Camp du bandit mauresque, récit d'enfance (Fayard, 2005)
- Palestine (Éditions Zulma, 2007; Le Livre de poche, 2009)
- Géométrie d'un rêve (Éditions Zulma, 2009; Le Livre de poche, 2011)
- Opium Poppy (Éditions Zulma, 2011)
- Il pittore di ventagli (Éditions Zulma, 2013) - pubblicato con il recueil Les Haïkus del pittore di ventagli
- Théorie de la vilaine petite fille (Éditions Zulma, 2014)
- Corps désirable (Éditions Zulma, 2015)
- Mā (Éditions Zulma, 2015)

### Novelle
- La Rose de Damoclès (Albin Michel, 1982)
- Le Secret de l'immortalité (Critérion, 1991; Mille et une nuits, 2003)
- L'Ami argentin (Bernard Dumerchez, 1994)
- La Falaise de sable (Éditions du Rocher, 1997)
- Mirabilia (Fayard, 1999)
- La Belle Rémoise (Bernard Dumerchez, 2001; Éditions Zulma, 2004)
- Quelque part dans la voie lactée (Fayard, 2002)
- Vent printanier (Éditions Zulma, 2010)
- Nouvelles du jour et de la nuit: le jour; Nouvelles du jour et de la nuit: la nuit (Éditions Zulma, 2011)
- La Bohémienne Endormie (éditions Invenit, 2012)

### Teatro
- Kronos et les marionnettes (Bernard Dumerchez, 1992), diffusione su France-Culture).
- Tout un printemps rempli de jacinthes (Bernard Dumerchez, 1994, Bourse Baumarchais 1995, diffusione su France-Culture)
- Visite au musée du temps (Bernard Dumerchez, 1996)
- Le Rat et le cygne (Bernard Dumerchez, 1995)

### Poesia
- Le Charnier déductif (Debresse, 1967)
- Clair venin du temps (Bernard Dumerchez, 1992)
- Crânes et jardins (Bernard Dumerchez, 1994)
- Les Larmes d'Héraclite (Encrage, 1996)
- Le Testament de Narcisse (Bernard Dumerchez, 1998)
- Une rumeur d'immortalité (Bernard Dumerchez, 2000)
- Petits Sortilèges des amants (Éditions Zulma, 2001)
- Le Regard et l'Obstacle, su i disegni di Eugène Van Lamswerde (Rencontres, 2001)
- Errabunda ou les proses de la nuit (éditions Éolienne, 2011)
- Oxyde de réduction (Bernard Dumerchez, 2008)
- I Haïkus del pittore di ventagli - pubblicato con il romanzo Il pittore di ventagli (Zulma, 2013)
- Table des neiges (Circa 1924, 2014)
- La verseuse du matin (Bernard Dumerchez, 2014, prix Mallarmé 2014)

### Saggi
- Michel Fardoulis-Lagrange et les évidences occultes (Puyraimond, 1978)
- Michel Haddad, 1943 / 1979 (Le Point d'Être, 1981) - voir [1]
- Julien Gracq, la Forme d'une vie (Le Castor astral, 1986; réédition Éditions Zulma, 2004)
- Saintes-Beuveries (sur la littérature, José Corti, 1991)
- La Danse du photographe (Armand Colin, 1994)
- Leonardo Cremonini ou la nostalgie du Minotaure, catalogo (Galerie Claude Bernard, 1995)
- Gabriel Garcia Marquez (éditions Marval, 2003)
- René Magritte, livre d'art, coll. "Les Chefs-d'œuvre", Hazan, 2006.
- Les Scaphandriers de la rosée (sur la littérature, Fayard, 2000)
- Du visage et autres abîmes (Éditions Zulma, 1999)
- Théorie de l'espoir (sur les ateliers d'écriture, Bernard Dumerchez, 2001)
- Le Cimetière des poètes (sur la poésie, Éditions du Rocher, 2002)
- Le Nouveau Magasin d'écriture (Éditions Zulma, 2006)
- Le Nouveau Magasin d'écriture (Éditions Zulma, 2007)
- Les Coïncidences exagérées (Mercure de France, 2016)

### Traduzioni in italiano
- Tango d'oriente - Editore: Robin (15 settembre 2005) - Collana: I luoghi del delitto
- Le ceneri dell'amante cinese - Editore: Robin (13 aprile 2006) - Collana: I luoghi del delitto
- Palestine - Editore: Il Maestrale (15 aprile 2009)
- Il pittore di ventagli - Editore: Ponte alle Grazie (9 ottobre 2014)
- Rochester Knockings: A Novel of the Fox Sisters - Editore: Open Letter; Tra edizione (14 settembre 2015)
- Una ciotola piena di pioggia - Editore: Ponte alle Grazie (29 settembre 2016)

## Premi
- 1983: premio Georges-Bernanos per Les Effrois
- 1991: premio Maupassant per Le Secret de l'immortalité
- 1994: premio degli Administrateurs maritimes per Meurtre sur l'île des marins fidèles
- 1997: premio Charles Oulmont per La Falaise de sable
- 1998: grande premio SGDL del romanzo per La Condition magique
- 2000: premio Renaissance della novella per Mirabilia
- 2008: premio dei cinque continenti della francofonia per Palestine
- 2009: premio Renaudot del libro tascabile per Palestine
- 2012: premio del Cercle Interallié per Opium Poppy
- 2013: premio Louis-Guilloux per Le Peintre d'éventail
- 2013: grande premio di letteratura della SGDL per l’insieme dell’opera, a l’occasione della pubblicazione di Il pittore di ventagli e Les Haïkus Il pittore di ventagli
- 2014: premio Océans France Ô del libro per Il pittore di ventagli
- 2014: premio Biblioblog per Le Peintre d'éventail
- 2014: premio Mallarmé per La Verseuse du matin